# Unificação (física)
A unificação dos fenômenos fundamentais observáveis da natureza é um dos principais objetivos da física. Este processo de "unificação" de forças continua hoje, com o objetivo final de encontrar uma teoria de tudo. As duas grandes unificações são a unificação da gravidade e astronomia de Isaac Newton, e a unificação do eletromagnetismo de James Clerk Maxwell; este último foi ainda mais unificado com o conceito de interação eletrofraca. A unificação final resolve a relação entre as forças quânticas e a gravidade (supergravidade).

## Unificação das teorias físicas
A gravidade foi unificada com a astronomia, a eletricidade com o magnetismo, o eletromagnetismo com interações nucleares fracas. Atualmente, o mais esperado é a unificação da teoria quântica e da gravidade de Einstein.

### Unificação da gravidade e astronomia
A "primeira grande unificação" foi a unificação da gravidade de Isaac Newton no século XVII, que reuniu os entendimentos dos fenômenos observáveis da gravidade na Terra com o comportamento observável dos corpos celestes no espaço.

### Unificação do eletromagnetismo e radiação relacionada
A "segunda grande unificação" foi a unificação do eletromagnetismo de Maxwell no século XIX. Ele reuniu os entendimentos dos fenômenos observáveis de magnetismo, eletricidade e luz (e mais amplamente, o espectro de radiação eletromagnética). Isto foi seguido no século XX pela unificação de espaço e tempo de Albert Einstein, e de massa e energia. Mais tarde, a teoria quântica de campos unificou a mecânica quântica e a relatividade especial.  Este processo de forças "unificadoras" continua hoje, e o eletromagnetismo e a força nuclear fraca são agora consideradas dois aspectos da interação eletrofraca.

### Unificação das restantes forças fundamentais
Esse processo de "unificação" de forças continua até hoje, com o objetivo final de encontrar uma teoria de tudo – continua sendo talvez o mais importante dos problemas não resolvidos da física. As tentativas de unificar a mecânica quântica e a relatividade geral em uma única teoria da gravidade quântica, um programa em andamento por mais de meio século, ainda não foram decididamente resolvidas; os principais candidatos atuais são a teoria M, a teoria das supercordas e a gravidade quântica em loop.